# Eban Schletter
Eban Schletter est un compositeur américain de musiques de films.

## Filmographie
- 1995 : Mr. Show with Bob and David (série télévisée)
- 1996 : Desert
- 1996 : The Big Scary Movie Show (série télévisée)
- 1997 : HBO Comedy Half-Hour (série télévisée)
- 1997 : Statical Planets
- 1997 : Malaika
- 1997 : Deadline Now (TV)
- 1997 : The Jenny McCarthy Show (série télévisée)
- 1998 : Super Adventure Team (série télévisée)
- 1999 : VS. (série télévisée)
- 1999 : Frank Leaves for the Orient (série télévisée)
- 1999 : The Television Show with John Henson (TV)
- 1999 : Triple Ripple
- 1999 : Random Play (série télévisée)
- 2000 : Super Nerds (TV)
- 2000 : The Announcement
- 2000 : Senseless Acts of Video (série télévisée)
- 2000 : BattleBots (série télévisée)
- 2000 : Sham
- 2000 : Ellen DeGeneres: The Beginning (TV)
- 2001 : Agent 15
- 2001 : You Don't Know Jack (jeu TV basée sur le jeu vidéo du même nom)
- 2002 : Run Ronnie Run (en)
- 2002 : Following Tildy
- 2003 : Acting on Intuition (vidéo)
- 2003 : Soul Mates
- 2003 : Ask Rita (série télévisée)
- 2003 : Dumb & Dumberer : quand Harry rencontra Lloyd (Dumb and Dumberer: When Harry Met Lloyd)
- 2003 : The Real Roseanne Show (série télévisée)
- 2003 : David Cross: Let America Laugh (vidéo)
- 2003 : The Osbourne Family Christmas Special (TV)
- 2004 : The Paul Decca Story
- 2004 : Le Roi de Las Vegas ("Father of the Pride") (série télévisée)
- 2004 : The Velvet Hammer Burlesque
- 2004 : Drawn Together (série télévisée)
- 2005 : Kathy Griffin Is... Not Nicole Kidman (TV)
- 2005 : Fat Actress (série télévisée)
- 2005 : The Kite
- 2005 : The Cabinet of Dr. Caligari
- 2005 : Star Wait